# صخرة الجوز
صخرة الجوز هي كعكة جزائرية تقليدية يتم تحضيرها بشكل أساسي من الفواكه الجافة والسكر والعسل. اسم صخرة الجوز يعود إلى تشابهها مع الصخرة. قوامها عمومًا ناعم من الداخل ومقرمش من الخارج.

## الوصف
هناك عدة أنواع من الكعك الجزائري المصنوع من عجينة الصخرة. وتستخدم الفواكه المجففة خلال تحضيرها لتزيينها ولصنع عجينة الصخرة، فمثلًا يمكن تزيينها باللوز أو الفستق أو الكاجو أو البندق أو الجوز.,,,
يتم تشكيل العجينة على شكل مخروط أو هرم لإعطائها شكل الصخرة، ثم يتم دهنها ببياض البيض لترتيب الفواكه الجافة.
تستخدم صخرة الجوز عادة كمرافق للقهوة أو الشاي.

## مقالات ذات صلة
- المطبخ الجزائري